# 脇田信号場
脇田信号場（わきたしんごうじょう）は、埼玉県川越市にある西武鉄道新宿線の信号場。

## 歴史
1980年（昭和55年）3月12日、西武新宿線南大塚駅～本川越駅間のうち南大塚側2.7キロメートル（km）区間の複線化にともない、中間に脇田信号所が新設された。
翌1981年9月には、本川越駅まで600メートルの光ファイバーケーブルが敷設され、当信号所にモニタカメラが設置された。

## 構造
当信号場より南大塚駅側2.7 kmが複線、本川越駅側0.9 kmが単線となり、JR東日本川越線と東武東上線をガードでくぐる。
かつて国鉄川越線が建設された際、西武新宿線・東武東上線を含めた3路線の乗り換え駅をこの付近に設置する陳情が市役所や商工会議所などの連名で鉄道大臣宛に送られたが、当時すでに供用されていた川越西町駅（現在の川越駅）付近の住民から反対運動が起き、実現に至らなかった。当信号場の設置自体は新駅設置とは無関係だが、その後も3線が交差する当信号場周辺に統合駅を設置する構想が提唱・提案されている。

配線図。A：本川越　B：南大塚

### 単線区間の複線化
西武鉄道は当信号場 - 本川越駅間0.6 kmの複線化認可を得ている。JR・東武との立体交差部分の関係などから工事が難しいとされ、川越市が地下化による複線化を要望していたのに対して、当初西武鉄道は地上での複線化を前提に検討していた。
しかし、単線区間に隣接する工場用地を保有していた日清紡が土地貸与に難色を示したため、2002年には川越市の意向と合わせて立体化を視野に入れるようになった。しかし、2004年時点では旅客減少を理由として主体的な複線化・立体化には消極的な姿勢を示していた。また2005年には同じ埼玉県内の春日部駅で連続立体交差事業が始まったため、川越市は同事業の完了後に川越市周辺の連続立体化に着手できるよう県と協議をしている。

## 隣の駅
西武鉄道
 新宿線
南大塚駅 (SS28) - （脇田信号場） - 本川越駅  (SS29)